# Dranse de Morzine
Die Dranse de Morzine ist ein Gebirgsfluss in Frankreich, der im Département Haute-Savoie in der Region Auvergne-Rhône-Alpes verläuft. Sie entsteht im Stadtgebiet von Morzine, durch die Vereinigung ihrer beiden Quellflüsse Dranse de la Manche und Dranse de sous Saix. Der Fluss entwässert generell Richtung Nordwest, vereinigt sich nach einer Strecke von rund 20
Kilometern im Gemeindegebiet von La Forclaz mit der Dranse d’Abondance und bildet so den Fluss Dranse, der schließlich in den Genfersee mündet.

## Sehenswürdigkeiten
- Schlucht Gorge du Pont du Diable

## Orte am Fluss
- Morzine
- Montriond
- Saint-Jean-d’Aulps
- La Baume
- La Vernaz
- La Forclaz